# 뇨르드의 처
뇨르드의 처(wife of Njǫrðr)는 노르드 신화의 신 뇨르드의 누이이자 아내로 언급만 되는 존재이다. 뇨르드는 누이와 결혼하여 근친상간으로 프레이와 프레이야 남매를 낳았다고 한다. 이 아내는 고 에다 중의 로키의 말다툼, 헤임스크링글라 중의 윙글링 일족의 사가, 이렇게 두 문헌에서만 언급된다.
기원후 1세기에 타키투스는 《게르마니아》에서 게르만족이 네르투스라는 신을 숭배한다고 기록했는데, 이 네르투스는 어원적으로 뇨르드의 과거 형태에 해당한다. 그런데 타키투스의 기록에 따르면 네르투스는 여신이다. 이에 근거하여 학자들 중에는 고대 게르만족의 신들 중 남녀한몸의 신이 있었다거나 또는 프레이-프레이야 남매처럼 남녀가 한 묶음으로 이루어진 신격이 있었을 것이라는 가설을 제기하기도 한다. 또는 이름만 언급되고 상세한 설정이 거의 없는 뇨룬이 뇨르드의 누이이자 처의 정체로 지목되기도 한다.